# NGC 337
NGC 337 este o galaxie spirală barată situată în constelația Balena. A fost descoperită în 10 septembrie 1785 de către William Herschel. De asemenea, a fost observată încă o dată în 9 octombrie 1828 de către  John Herschel.

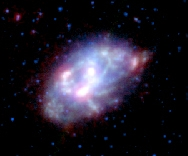
NGC 337 (Spitzer, infraroșu)